# TT40

Darstellung eines Pantherfelles im Grab

Das Grab TT40 (Theban Tomb – Thebanisches Grab Nummer 40) befindet sich in Theben-West bei dem modernen Ort Luxor in Ägypten in dem Nekropolenteil, der heute Qurnet Murrai genannt wird. Die Grabanlage gehört dem Vizekönig von Kusch Huy , der unter Tutanchamun lebte und amtierte. Das Grab ist vor allem wegen seiner Darstellung einer nubischen Delegation, die nach Theben kam, bekannt.
Die dekorierte Grabkapelle besteht aus einer langen Querhalle, die voll mit Wandmalereien dekoriert ist, dahinter befindet sich eine etwa quadratische Halle mit vier Pfeilern, die undekoriert ist. Unterhalb der Kapelle befinden sich die in den Fels gehauenen Grabkammern, die sich beraubt fanden und kein Objekte mit dem Namen des Huy überlieferten.
Die Ostwand der Querhalle zeigt die Einsetzung des Huy in sein Amt als Vizekönig von Kusch. Ganz links sitzt Tutanchamun in einem Baldachin. Vor ihm befinden sich Reihen von Beamten. Der Schatzhausvorsteher ist dabei der Sprecher des Königs: Der Schatzhausvorsteher sagt: so spricht Pharao: es ist dir übergeben von Nechen bis Nesut-taui Der kurze Text ist historisch sehr wichtig, da er den Amtsbereich des Vizekönigs von Kusch eingrenzt.
Auf der Ostwand (südlich anschließend, von einem Durchgang getrennt) ist die Ankunft von Schiffen und das Bringen von Tributen, vor allem von Gold dargestellt.

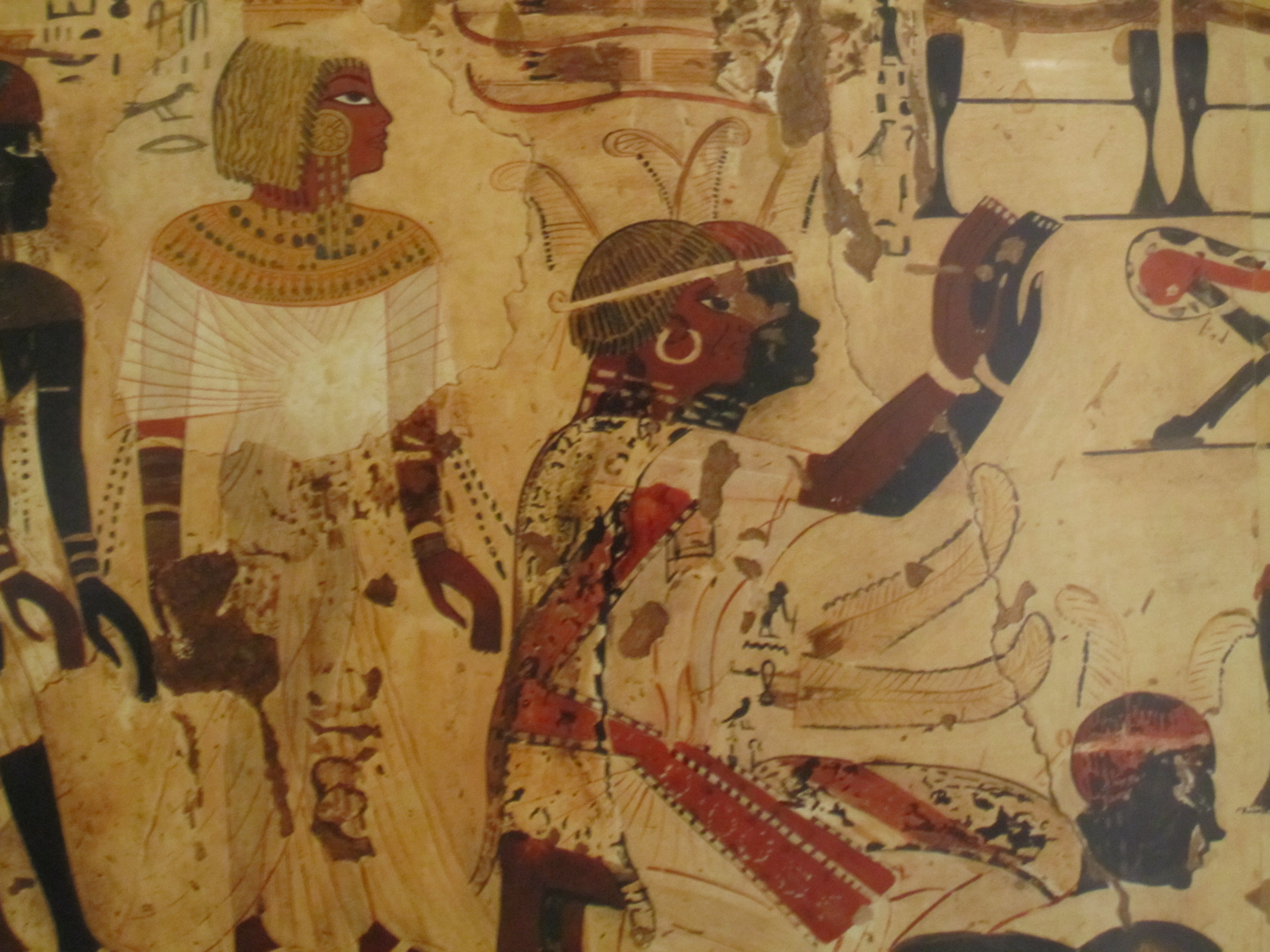
Heqanefer

Auf der Westwand findet man die Darstellung der Ankunft von Asiaten. Auch hier ist wieder Tutanchamun in einem Baldachin dargestellt. Vor ihm steht Huy, dahinter kommen in vier Reihen Asiaten. Die Szene war noch im 19. Jahrhundert gut erhalten, ist heute aber stark zerstört. Die bekannteste Szene des Grabes schließt sich südlich, wiederum von dem Durchgang getrennt, an. Sie zeigt eine Delegation von Nubiern. Sie sind durch ihre dunkle Hautfarbe und exotische Kleidung gekennzeichnet. Unter den Dargestellten befinden sich die Kinder der Großen aller Fremdländer und der Große von Miam, Heqanefer, der wiederum auch aus anderen Quellen bekannt ist.
Die Kurzseiten der Querhalle zeigen Huy bei Totenritualen und vor Gottheiten sowie vor dem Opfertisch. Auf dem Korridor zur Pfeilerhalle befindet sich eine Darstellung des Totengottes Osiris.
Das Grab war mehrmals das Ziel von Expeditionen und Untersuchungen. Vor allem unter Karl Richard Lepsius wurden große Teile der Wandmalereien kopiert, viele dieser Darstellungen sind heute zerstört. Norman de Garis Davies zeichnete und veröffentlichte alle bis etwa 1926 erhaltenen Reste der Dekoration.